# Me'ir ha-Kohen Poppers
Me'ir ben Jehuda Leib Poppers (též Me'ir ben Jehuda Loeb ha-Kohen Aškenazi Poppers, hebrejsky מאיר הכהן פופרש‎, 1624?, Praha – únor nebo březen 1662, Jeruzalém) byl rabín a kabalista z Čech.

## Život a činnost
Studoval kabalu u Jisra'ele Aškenaziho a Ja'akova Cemacha a napsal velké množství spisů, vesměs v duchu Jicchaka Lurii.

### Spisy
Tituly třiceti devíti z jeho spisů začínají výrazem „Or“, jako odkaz na jeho jméno „Me'ir“. Mezi jeho spisy, které vyšly tiskem patří:
- Or cadikim (Hamburk, 1690), mystická metodologie či pobídka k asketismu na základě spisů Jicchaka Lurii,
- Zohar a další mravní pojednání (rozšířené vydání této práce bylo později vydáno pod názvem Or ha-jašar, Fürth, 1754)
- Or penei melech, pojednání o tajinách modliteb a přikázání, zestručněno a vydáno pod názvem Sefer kavanot, tefilot u-micvot (Hamburk, 1690)
- Me'orej or, abecedně seřazený seznam posvátných kabalistických jmen ze Sefer ha-kavanot Jicchaka Lurii, vydal Elija ben Azri'el, s komentářem Ja'ir nativ Nathana Mannheimera a Ja'akova ben Binjamina Wolfa, pod názvem Me'orot Natan (Frankfurt nad Mohanem, 1709)
- Mesilot chochma (Šklov, 1785), směrnice a pravidla pro studium kabaly.

Mezi jeho nevydanými spisy jsou významné zejména:
- Or rav, komentář k the Zohar
- Or ha-avuka, pojednání o Kabale
- Or zarua, komentář ke spisu Chajima Vitala Derech ec ha-chajim
- Or ner o cestování duší
- Or zach o řádu, v němž jsou duše vzájemně spojené
- Derušim al ha-Tora, kázání k Pentateuchu
- Matok ha-or, kabalistický komentář k agadě Talmudu a Midraš Raba

Me'ir Poppers zemřel v Jeruzalémě v únoru nebo březnu roku 1662 a byl pochován na Olivové hoře.